# ノッティンガム伯爵

ノッティンガム伯爵・ウィンチルシー伯爵フィンチ家の紋章のエスカッシャン部分。

ノッティンガム伯爵（英語: Earl of Nottingham）は、イングランド貴族の伯爵位。
過去に7回創設されている。現存する第7期のノッティンガム伯爵は1681年にヘンエッジ・フィンチが叙されたのに始まり、フィンチ家（フィンチ＝ハットン家）がウィンチルシー伯爵位とともに代々世襲している。2014年現在のノッティンガム伯爵はダニエル・フィンチ＝ハットン（第12代ノッティンガム伯爵・第17代ウィンチルシー伯爵）である。

## 歴史
第1期のノッティンガム伯爵は1377年のリチャード2世の戴冠式の際にジョン・ド・モウブレー(1365-1383) が叙されたが、彼は結婚せず、子供がなかったため、一代で絶えた。
第2期のノッティンガム伯爵は1383年にトマス・ド・モウブレー (1366-1399) が叙されたのに始まる。彼は1397年に初代ノーフォーク公爵に叙されており、以降ノッティンガム伯爵はその従属爵位として継承されたが、第4代ノーフォーク公爵・第5代ノッティンガム伯爵ジョン (1444-1476) が男子なく死去したことで絶えた。
第3期のノッティンガム伯爵は1476年にエドワード4世の庶子であるヨーク公爵リチャード (1473–1483) が叙されたが、彼はロンドン塔に投獄されてそこで幼くして殺害されたと見られる。
第4期のノッティンガム伯爵は1483年にバークレー子爵ウィリアム・バークレー(1426–1492)（後のバークレー侯爵）が叙せられたが、息子を先に失ったため、彼一代で絶えた。
第5期のノッティンガム伯爵は1525年にヘンリー8世の非嫡出子ヘンリー・フィッツロイ (1519–1536) がリッチモンド公爵位やサマセット公爵位と一緒に授与されたが、子供がなく一代で絶えた。
第6期のノッティンガム伯爵は海軍卿を務めた第2代エフィンガムのハワード男爵チャールズ・ハワード (1536-1624) がアルマダの海戦でスペイン無敵艦隊を撃破した功績で1596年に叙されたのに始まるが、1681年に第3代伯爵チャールズ (1610-1681) が後継者を残さなかったことで絶えている。
現存する第7期のノッティンガム伯爵は大法官を務めたダヴェントリーのフィンチ男爵ヘンエッジ・フィンチ(1621-1682) が1681年に叙されたのに始まる。その長男である2代伯爵ダニエル (1647-1730) はトーリー党の政治家として活躍し、1729年には本家から第7代ウィンチルシー伯爵位を継承した。以降ノッティンガム伯爵位はウィンチルシー伯爵位とともにフィンチ家によって継承される爵位となった。第2代伯爵ダニエルの庶子エドワードは伯母の実家の名前をとって姓を「フィンチ＝ハットン」と改名しており、このエドワードの孫に当たるジョージ(1791–1858) が第5代ノッティンガム伯爵（第10代ウィンチルシー伯爵）を継承したため、以降の当主はフィンチ＝ハットンの二重性となる。
2014年現在のノッティンガム伯爵はダニエル・フィンチ＝ハットン(1967-)（第12代ノッティンガム伯爵・第17代ウィンチルシー伯爵）である。

## ノッティンガム伯爵の一覧

### ノッティンガム伯爵 第1期 (1377年)
- ジョン・ド・モウブレー (初代ノッティンガム伯爵・第5代モウブレー男爵) (1365-1383)

### ノッティンガム伯爵 第2期 (1383年)
- トマス・ド・モウブレー (初代ノーフォーク公爵・初代ノッティンガム伯爵) (1366-1399)
- トマス・ド・モウブレー (第4代ノーフォーク伯爵・第2代ノッティンガム伯爵) (1385-1405)
- ジョン・ド・モウブレー (第2代ノーフォーク公爵・第3代ノッティンガム伯爵) (1392-1432)
- ジョン・ド・モウブレー (第3代ノーフォーク公爵・第4代ノッティンガム伯爵) (1415-1461)
- ジョン・ド・モウブレー (第4代ノーフォーク公爵・第5代ノッティンガム伯爵) (1444-1476)

### ノッティンガム伯爵 第3期 (1476年)
- リチャード (初代ヨーク公爵・初代ノッティンガム伯爵) (1473–1483)

### ノッティンガム伯爵 第4期 (1483年)
- ウィリアム・バークレー (初代バークレー侯爵・初代ノッティンガム伯爵)（英語版） (1426–1492)

### ノッティンガム伯爵 第5期 (1525年)
- ヘンリー・フィッツロイ (初代リッチモンド公爵・初代ノッティンガム伯爵) (1519–1536)

### ノッティンガム伯爵 第6期 (1596年)
- チャールズ・ハワード (初代ノッティンガム伯爵) (1536-1624)
- チャールズ・ハワード (第2代ノッティンガム伯爵)（英語版） (1579-1642)
- チャールズ・ハワード (第3代ノッティンガム伯爵) (1610-1681)

### ノッティンガム伯爵 第7期 (1681年)
- ヘンエッジ・フィンチ (初代ノッティンガム伯爵)（英語版） (1621-1682)
- ダニエル・フィンチ (第2代ノッティンガム伯爵・第7代ウィンチルシー伯爵) (1647-1730)
- ダニエル・フィンチ (第3代ノッティンガム伯爵・第8代ウィンチルシー伯爵) (1709頃–1769)
- ジョージ・フィンチ (第4代ノッティンガム伯爵・第9代ウィンチルシー伯爵)（英語版） (1752–1826)
- ジョージ・フィンチ＝ハットン (第5代ノッティンガム伯爵・第10代ウィンチルシー伯爵)（英語版） (1791–1858)
- ジョージ・フィンチ＝ハットン (第6代ノッティンガム伯爵・第11代ウィンチルシー伯爵)（英語版） (1815–1887)
- マレー・フィンチ＝ハットン (第7代ノッティンガム伯爵・第12代ウィンチルシー伯爵)（英語版） (1851–1898)
- ヘンリー・フィンチ＝ハットン (第8代ノッティンガム伯爵・第13代ウィンチルシー伯爵)（英語版） (1852–1927)
- ガイ・フィンチ＝ハットン (第9代ノッティンガム伯爵・第14代ウィンチルシー伯爵)（英語版） (1885–1939)
- クリストファー・フィンチ＝ハットン (第10代ノッティンガム伯爵・第15代ウィンチルシー伯爵)（英語版） (1911–1950)
- クリストファー・フィンチ＝ハットン (第11代ノッティンガム伯爵・第16代ウィンチルシー伯爵)（英語版） (1936–1999)
- ダニエル・フィンチ＝ハットン (第12代ノッティンガム伯爵・第17代ウィンチルシー伯爵)（英語版） (1967-)

法定推定相続人は、メイドストン子爵(儀礼称号)トビアス・フィンチ＝ハットン (1998-)